# Чернишова Надія Петрівна
Чернишова Надія Петрівна (21 березня 1951 — травень 2019) — російська академічна веслувальниця.
Срібна призерка Олімпійських Ігор 1976 року в складі парної четвірки зі стерновою. Бронзова призерка чемпіонату світу 1978 року.